# IA 수드 아메리카
IA 수드 아메리카(스페인어: Institución Atlética Sud América)은 우루과이 몬테비데오주 몬테비데오를 연고로 하는 축구단이다. 1914년 2월 15일에 설립되었으며, 우루과이 세군다 디비시온에 참가하고 있다.

## 선수 명단

### 현역
참고: FIFA 자격 규정에 따라 소속된 국가대표팀 국기를 표시합니다. 선수는 복수의 FIFA 비회원국 국적을 가지고 있을 수 있습니다.
| 번호 | 포지션 | 국적 | 이름            |
| ---- | ------ | ---- | --------------- |
| 5    | MF     |      | 호르헤 페드라   |
| 11   | FW     |      | 파블로 무체     |
| 23   | MF     |      | 토마스 안드라데 |

| 번호 | 포지션 | 국적 | 이름 |
| ---- | ------ | ---- | ---- |